# Neffa & i messaggeri della dopa
Neffa & i messaggeri della dopa è il primo album in studio del rapper italiano Neffa, pubblicato il 14 maggio 1996 dalla Black Out e dalla Mercury Records.

## Descrizione
In esso Neffa fu affiancato da molti esponenti della musica rap e black italiana. Lento rispetto ad altri prodotti, riflessivo e reso famoso dalla traccia Aspettando il sole diventata buon successo radiofonico come singolo di lancio. Neffa, proveniente dall'esperienza dei disciolti Sangue Misto, ritorna a lavorare con Deda (come produttore di Aspettando il sole e La ballotta) e DJ Gruff (come collaboratore nella traccia I messaggeri pt. 2 e scratch in tutto il lavoro).
Il titolo dell'album trae ispirazione dal gruppo jazz Art Blakey & the Jazz Messengers di Art Blakey, mentre dal lato musicale sono presenti numerose influenze funk e soul, con numerosi campionamenti per ciascuna traccia, passando tra brani di Herbie Hancock, Miles Davis e James Brown fino ad alcuni estratti dell'album SxM dei Sangue Misto.

## Tracce
Testi e musiche di Giovanni Pellino, eccetto dove indicato.

### CD, MC
1. Dopamina – 1:39
2. In linea – 4:41
3. Aspettando il sole (featuring Giuliano "The King" Palma) – 5:11 (Giovanni Pellino, Andrea Visani)
4. Wicked Man – 1:55
5. Puoi sentire il funk (featuring Dre Love) – 4:09
6. La ballotta – 5:20 (Giovanni Pellino, Andrea Visani)
7. I messaggeri pt. 1 (featuring Phase II, Kaos, Dre Love, DJ Lugi, Esa) – 5:09
8. Solo un altro giorno (featuring Elise) – 5:14
9. Crociera – 0:36
10. To the Death (featuring Phase II, Sean) – 4:31
11. I fieri BBoyz (featuring Kaos) – 3:32
12. Il funk dopo la morte – 0:33
13. I messaggeri pt. 2 (feat. Storyteller, DJ Gruff, F.C.E, TopCat, Fede, LeftSide, P.P.T., Cenzou) – 7:12
14. El chico loco – 4:38
15. Lo spirito della dopa – 4:42

### LP
- Lato A

1. Dopamina – 1:39
2. In linea – 4:41
3. Aspettando il sole (featuring Giuliano "The King" Palma) – 5:11 (Giovanni Pellino, Andrea Visani)
4. Wicked Man – 1:55

- Lato B

1. Puoi sentire il funk (featuring Dre Love) – 4:09
2. La ballotta – 5:20 (Giovanni Pellino, Andrea Visani)
3. I messaggeri pt. 1 (featuring Phase II, Kaos, Dre Love, DJ Lugi, Esa) – 5:09

- Lato C

1. Agli inizi – 1:16
2. Solo un altro giorno (featuring Elise) – 5:14
3. To the Death (featuring Phase II, Sean) – 4:31
4. Black Afghan – 3:29

- Lato D

1. I messaggeri pt. 2 (feat. Storyteller, DJ Gruff, F.C.E, TopCat, Fede, LeftSide, P.P.T., Cenzou) – 7:12
2. El chico loco – 4:38
3. Lo spirito della dopa – 4:42

## Formazione
I crediti di seguito riportati fanno riferimento alla versione CD.
Musicisti
- Neffa – voce, base musicale (eccetto tracce 3 e 6)
- DJ Gruff – scratch, voce aggiuntiva (traccia 13)
- Deda – base musicale (tracce 3 e 6)
- Giuliano "The King" Palma – voce aggiuntiva (traccia 3)
- Dre Love – voce aggiuntiva (tracce 5 e 7)
- Phase II – voce aggiuntiva (tracce 7 e 10)
- Kaos, Esa – voci aggiuntive (traccia 7)
- DJ Lugi – base musicale aggiuntiva (traccia 7)
- Elise – voce aggiuntiva (traccia 8)
- Sean – voce aggiuntiva (traccia 10)
- Storyteller, F.C.E, TopCat, Fede, LeftSide, P.P.T., Cenzou – voci aggiuntive (traccia 13)

Produzione
- Neffa – produzione, missaggio
- Gianluca "Gaddaman" Gadda, Tubi Forti – missaggio
- Nicola "Speaker DeeMo" Peressoni – editing digitale, design, art direction, grafica
- Tazio In Heaven 7, Stefano Giovannini – fotografie